# کانون وکلای دادگستری استرالیا
کانون وکلای دادگستری استرالیا (ABA) یک انجمن تخصصی است که به نمایندگی از وکلا در استرالیا فعالیت می‌کند. این انجمن کنفرانس‌هایی را در نقاط خارج از کشور مانند لندن و دوبلین، نیویورک، و همچنین در استرالیا، برگزار کرده‌است.

## رئیس
روسای گذشته کانون وکلای دادگستری استرالیا عبارتند از:
- جرارد برنان (6 - 1975)[۶]
- فرانک کاستگان (1979)[۷]
- مایکل مک هوه (1983-84)[۸]
- رابرت گوترسون (1998)[۹]